# Cat Ballou
Cat Ballou (br: Dívida de Sangue / pt: A Mulher Felina) é um filme estadunidense de 1965, do gênero comédia-western, dirigido por Elliot Silverstein, com roteiro de Walter Newman e Frank Pierson, que adaptaram para comédia uma série dramática de Roy Chanslor.
Foi um dos primeiros sucessos de Jane Fonda, e transformou o ator Lee Marvin em um astro cinematográfico. O filme é conhecido também por mostrar o famoso Nat King Cole em um de seus últimos trabalhos como cantor. Ele narra a história, cantando durante o filme, ao lado de Stubby Kaye, a Balada de Cat Ballou.
A trama é sobre uma destemida mulher que deseja vingar-se de um cruel pistoleiro, assassino do seu pai. Nessa missão ela conta com ajuda de outro atirador, eternamente bêbado, além de alguns jovens e inexperientes companheiros.

## Sinopse
Catherine Ballou, que deseja ser professora, viaja de trem até Wolf City, Wyoming, para visitar seu pai, o rancheiro Frankie Ballou. Uma grande corporação deseja se apossar do rancho de seu pai, que acaba morrendo nas mãos do pistoleiro contratado Tim Strawn ou Silvernose (Nariz-de-Prata). Ela e seus companheiros procuram o famoso Kid Shelleen para ajudá-los a se vingar. Mas não sabiam que o antigo cowboy agora é um alcoólatra, que mal se sustenta em cima do cavalo (as cavalgadas desequilibradas de Shelleen, que ameaça mas nunca cai do cavalo, são engraçadíssimas). Mas mesmo assim eles partem para o confronto contra os assassinos.(Os dois pistoleiros antagonistas, que se suspeita serem irmãos, são interpretados por Lee Marvin).

## Elenco
- Jane Fonda .... Cat Ballou
- Lee Marvin .... Kid Shelleen e Tim Strawn
- Michael Callan .... Clay Boone
- Dwayne Hickman .... Jed
- Nat King Cole .... The Sunrise Kid (Shouters)
- Stubby Kaye .... professor Sam the Shade (Shouters)
- Tom Nardini .... Jackson Two-Bears
- John Marley .... Frankie Ballou
- Reginald Denny .... Sir Harry Percival

## Principais prêmios e indicações
Oscar (1966)
- Venceu na categoria de melhor ator (Lee Marvin).
- Indicado nas categorias de melhor edição, melhor canção original, melhor trilha sonora e melhor roteiro adaptado.

BAFTA (1966)
- Venceu na categoria de melhor ator estrangeiro (Lee Marvin).

Festival de Berlim (1965)
- Urso de Prata de melhor ator (Lee Marvin).
- Indicado ao Urso de Ouro (melhor filme).

Globo de Ouro (1966)
- Venceu a categoria melhor ator - comédia/musical (Lee Marvin).
- Indicado nas categorias de melhor filme - comédia/musical, melhor atriz - comédia/musical (Jane Fonda) e melhor trilha sonora.